# Последњи проблем
„Последњи проблем” (енгл. The Final Problem) је једна од 56 приповедака о Шерлоку Холмсу које је написао Артур Конан Дојл и дванаеста је и последња прича у Мемоарима Шерлока Холмса. Објављена је у британском часопису The Strand Magazine и америчком часопису McClure's у децембру 1893. године.
Ова прича, смештена у 1891. годину, представила је Холмсовог највећег непријатеља, криминалног генија професора Моријартија. Требало је да то буде последња прича о Холмсу, која се завршава смрћу овог лика, али је Дојл касније, након много убеђивања, одлучио да оживи Холмса за додатне приче и романе.
Дојл је ову причу смесио на четврто место своје листе дванаест најбољих прича о Холмсу.

## Радња
Шерлок Холмс долази једне вечери у резиденцију др Џона Вотсона у помало узнемиреном стању и са искрвављеним зглобовима. На велико Вотсоново изненађење и ужас, Холмс је очигледно избегао три одвојена покушаја убиства тог дана након посете професора Моријартија, који је упозорио Холмса да се повуче из своје потраге за правдом против њега како би избегао било какав исход за жаљење. Прво, баш када је Холмс скретао иза улице, кочија је изненада појурила према њему, али он је успео да скочи са пута на време. Друго, док је Холмс шетао улицом, цигла је пала са крова куће, промашивши детектива. Потом је позвао полицију да претражи читаво подручје, али није могао да докаже да је у питању било шта друго осим несрећа. Коначно, на путу до Вотсонове куће, Холмса је напао насилник наоружан батином. Холмс је успео да савлада свог нападача и предао га полицији, али је признао да практично нема наде да се докаже да је човек радио за криминалног генија.
Холмс већ месецима прати Моријартија и његове људе и на ивици је да их све ухвати у замку и пошаље на оптуженичку клупу. Моријарти је криминални геније који стоји иза организоване и изузетно тајне криминалне силе и Холмс ће сматрати круном своје каријере ако успе да победи Моријартија. Моријарти жели да осујети Холмсове планове и способан је за то, јер је, како Холмс признаје, интелектуално раван великом детективу.
Холмс тражи од Вотсона да пође у Европу са њим, дајући му необична упутства осмишљена да сакрије његове трагове до воза на станици Викторија. Холмс није сасвим сигуран где ће ићи, што Вотсону делује прилично чудно. Холмс, сигуран да су га пратили до куће његовог пријатеља, затим одлази пењући се преко задњег зида у башти. Следећег дана Вотсон следи Холмсове инструкције у писму и чека свог пријатеља у резервисаном првокласном вагону, али тамо је само старији италијански свештеник. Свештеник убрзо даје до знања да је он, у ствари, прерушени Холмс.
Док воз напушта Викторију, Холмс примећује Моријартија на перону, како прави гестове у неуспешном покушају да заустави воз. Холмс је приморан да предузме акцију пошто је Моријарти очигледно пратио Вотсона, упркос строгим мерама предострожности. Холмс и Вотсон излазе у Кентерберију, мењајући своју планирану руту. Док чекају други воз за Њухејвен, специјални воз са једним вагоном пројури Кентерберијем, као што је Холмс и слутио. У њему се налази професор, који је унајмио воз у покушају да претекне Холмса. Холмс и Вотсон су приморани да се сакрију иза пртљага.
Након што су стигли у Стразбур преко Брисела, следећег понедељка Холмс добија поруку да је већина Моријартијеве банде ухапшена у Енглеској и препоручује Вотсону да се врати тамо, јер ће се детектив вероватно показати као веома опасан сапутник. Вотсон, међутим, одлучује да остане са својим пријатељом. Сам Моријарти је измакао из руку енглеске полиције и очигледно је са њима на континенту.
Холмсово и Вотсоново путовање их води у Швајцарску где бораве у Мајрингену. Одатле судбоносно одлучују да оду у шетњу која ће укључити посету водопадима Рајхенбах, локалном чуду природе. Након што су стигли тамо, појављује се дечак и даје Вотсону поруку у којој пише да је у хотелу болесна Енглескиња која жели енглеског доктора. Холмс одмах схвата да је то превара иако то не каже. Вотсон одлази да види пацијенткињу, остављајући Холмса самог.
По повратку у хотел, Вотсон открива да гостионичар не зна ни о каквој болесној Енглескињи. Коначно схватајући да је преварен, јури назад до водопада Рајхенбах, али тамо не налази никога, иако види два низа отисака стопала како излазе на блатњави ћорсокак, али ниједан се не враћа. Тамо налази Холмсову белешку, у којој је објашњено да је он знао да је порука коју је Вотсон добио превара и да се спрема да се бори са Моријартијем, који му је љубазно дао довољно времена да напише ово последње писмо. Вотсон види да на крају стазе постоје знаци да је дошло до насилне борбе и да нема повратних отисака стопала. Превише је јасно да су Холмс и Моријарти пали у смрт низ клисуру док су се борили. Тужан, Вотсон се враћа у Енглеску. Све Моријартијеве банде су осуђене на основу доказа које је обезбедио Холмс. Вотсон завршава своју причу рекавши да је Шерлок Холмс био најбољи и најмудрији човек кога је икада познавао.

## Позадина
„Последњи проблем” је требало да буде управо оно што му име каже. Конан Дојл је намеравао да престане да пише о свом чувеном детективу после ове приповетке; осећао је да га приче о Шерлоку Холмсу одвлаче од озбиљнијих књижевних напора и да је „убијање” Холмса једини начин да врати своју каријеру на прави пут. „Морам да сачувам свој ум за боље ствари”, написао је својој мајци, „чак и ако то значи да морам да сахраним своју џепну књижицу са њим.”
Конан Дојл је покушао да заслади причу тако што је пустио Холмса да оде у сјају, натеравши га да ослободи свет злочинца који је толико моћан и опасан да би сваки даљи задатак био тривијалан у поређењу; заиста, Холмс то говори у причи.
Године 1893. Конан Дојл и његова супруга су обишли Швајцарску и открили село Мајринген у Бернским Алпима. Ово искуство је покренуло машту Конана Дојла.
„Године 1893. написао је у свом дневнику, који још увек постоји, да је желео да убије Шерлока Холмса на водопадима Рајхенбах”, изјавио је Јирг Мусфелд, директор хотела где се верује да је Конан Дојл боравио током посете селу.

## Историја објављивања
Прича је објављена у Великој Британији у часопису The Strand Magazine у децембру 1893. године, а у САД у часопису McClure's истог месеца. Такође је објављена у америчком издању часописа The Strand Magazine у јануару 1894. године. Објављена је са девет илустрација Сиднеја Паџета у часопису The Strand Magazine, као и са једанаест илустрација Харија Едвардса у часопису McClure's. Уврштена је у Мемоаре Шерлока Холмса, који су објављени у децембру 1893. у Великој Британији и у фебруару 1894. у САД.

## Реакције
У чланку који је објавио BBC, Џенифер Кејшин Армстронг је приметила да „реакција јавности на Холмсову смрт није налик било чему што је раније виђено за измишљене догађаје”. The Strand Magazine је „једва преживео” налет отказивања претплате која је уследила. Постојале су неке приче да су „младићи широм Лондона носили црне жалобне палачинке на шеширима или око руку за месец Холмсове смрти” иако су ово можда била претеривања која је изнео Дојлов син. Армстронгова наставља: „Читаоци су обично прихватали оно што се дешавало у њиховим омиљеним књигама, а онда су кренули даље. Сада су почели да схватају своју популарну културу лично и да очекују да њихова омиљена дела буду у складу са одређеним очекивањима.”
Притисак обожавалаца је на крају убедио Дојла да врати Холмса, написавши роман Баскервилски пас (смештен пре „Последњег проблема”) и оживевши га у приповеци „Празна кућа”. Било је довољно рупа у исказима очевидаца да би се Дојлу омогућило да уверљиво васкрсне Холмса; само неколико слободних преживелих чланова Моријартијеве организације и Холмсов брат Мајкрофт (који се накратко појављује у овој причи) знају да је Шерлок Холмс још увек жив, пошто је победио у борби на водопадима Рајхенбах и послао Моријартија у пропаст — иако се ускоро сусрео са својом у рукама једног од Моријартијевих људи.

## Утицај и наслеђе
Становници Мајрингена су и дан данас захвални Дојлу и Холмсу што су обезбедили трајну светску славу и значајно промовисали туризам у овом граду.

Музеј посвећен Шерлоку Холмсу смештен је у подруму енглеске цркве, која се налази на месту које се сада зове Место Конана Дојла. 
На станици успињача код водопада налази се спомен плоча „најпознатијем детективу на свету”.
Права избочина са које је Моријарти пао налази се на другој страни водопада. До њега се може доћи пењањем по стази до врха водопада, преласком моста и праћењем стазе низ брдо. Ова избочина је обележена плочом исписаном на енглеском, немачком и француском језику. Енглески натпис гласи: „На овом страшном месту, Шерлок Холмс је победио професора Моријартија, 4. маја 1891. године.” Такође је обележена великим крстом тако да се види са видиковца.
Обожаваоци који себе називају „ходочасницима” путују у Мајринген обучени као ликови, и главни и споредни, из прича о Холмсу. Тамо учествују у реконструкцији догађаја из „Последњег проблема” коју организује лондонско друштво „Шерлок Холмс”.

## Адаптације

### Филм
„Последњи проблем” је адаптиран као кратки неми филм 1923. године као део филмског серијала у коме је Еје Норвуд глумио Холмса. Поред њега су се појавили и Хјуберт Вилис као Вотсон и Перси Стендинг као Моријарти.
Филм Успавани кардинал из 1931. године, први филм у серији филмова из 1931–1937, са Артуром Вонтнером у улози Холмса, делимично је заснован на приповеткама „Празна кућа” и „Последњи проблем”. Сцена из „Последњег проблема” у којој се Моријарти суочава са Холмсом у Улици Бејкер и покушава да убеди Холмса да прекине истрагу коришћена је у Тријумфу Шерлока Холмса (1935), још једном филму у серијалу.
У филмској серији из 1939–1946. у којој су глумили Бејзил Ратбон као Холмс и Најџел Брус као Вотсон, бројни филмови позајмљују елементе из „Последњег проблема”. Најприметнији од ових елемената су методи убијања Моријартија; у филмовима Авантуре Шерлока Холмса (1939), Шерлок Холмс и тајно оружје (1942) и Жена у зеленом (1945), Моријарти се у сва три види како пада са велике висине у смрт. Жена у зеленом садржи варијацију разговора између Холмса и Моријартија у Улици Бејкер, као и идеју да је Моријарти изманипулисао Вотсона тако што га је преварио да повређеној Енглескињи треба његова помоћ.
Филм из 2011. Шерлок Холмс: Игра сенки је делимично заснован на овој приповеци. Као и прича, филм се завршава тако што Холмс и Моријарти падају у водопад, а Вотсон је приказан како пише последње реченице „Последњег проблема” на својој писаћој машини. Међутим, у филму, ликови присуствују европској мировној конференцији одржаној у близини водопада коју Моријарти жели да саботира, а њих двојица падају са балкона који гледа на водопад, а не са ивице као у оригиналној причи. Холмс је такође приказан како пада преко ивице са Моријартијем уместо да се једноставно претпоставља да је пао, превише повређен да би победио Моријартија у директној борби, али знајући да ће Моријарти кренути на Вотсона ако преживи. Док се показује да је Холмс преживео, пошто је користио братов инхалатор кисеоника да преживи на дну водопада, Моријартијева судбина је мање извесна.

### Телевизија
Совјетска телевизијска серија филмова Авантуре Шерлока Холмса и др Вотсона (1979–1986) адаптирала је „Последњи проблем” као „Смртоносну борбу” (и „Празну кући“ као „Лов на тигра”).
У телевизијској серији Авантуре Шерлока Холмса са Џеремијем Бретом у главној улози, епизода из 1985. заснована на овој причи почиње крађом Мона Лизе, коју је Моријарти осмислио да би продао припремљене фалсификате колекционарима. Холмс враћа оригиналну слику непосредно пре него што је Моријарти прода „господину Моргану”. Холмсово мешање у његове планове убеђује Моријартија да детектив мора да буде елиминисан, а потом се претпоставља да је Холмс погинуо у паду низ водопад Рајхенбах. Ово је била последња епизода са Дејвидом Берком у улози др Вотсона. Берка је заменио Едвард Хардвик до краја серије, почевши од адаптације „Празне куће” која је била прва епизода сезоне Повратак Шерлока Холмса.
Епизода серије БрејвСтар, „Шерлок Холмс у 23. веку”, почиње ревидираном верзијом врхунца „Последњег проблема”, у којој се само Холмс спушта низ водопад Рајхенбах, али уместо да падне у пропаст, он упада у природно временско искривљење што га преноси у 2249. годину.
Прва епизода анимиране телевизијске серије Шерлок Холмс у 22. веку почиње врхунцем „Последњег проблема”.
Дводелно финале шесте сезоне Манка, „Господин Манк је у бекству” (2008), је лабаво инспирисано и „Последњим проблемом” и „Празном кућом”. Ејдријан Манк је наводно упуцан изнад мола након што је оптужен за убиство, само да би се открило да је жив у другом делу. Открива се да је оркестратор био Дејл „Кит” Бидербек, описан као „Џингис-кан светских финансија”, слично као што је Моријарти назван „Наполеоном злочина”.
Варијација на сцену у којој се Моријарти суочава са Холмсом у Улици Бејкер искоришћена је у „Великој игри” (2010), трећој епизоди телевизијске серије Шерлок. Прича је такође основа „Пада Рајхенбаха”, треће епизоде друге сезоне, која је премијерно емитована 15. јануара 2012. и приказује Холмса како пада са крова болнице Светог Бартоломеја у Лондону, што је наводно довело до његове смрти. Током сукоба између Шерлока и Џима Моријартија у Улици Бејкер, Моријарти изнова изговара фразу „последњи проблем”. Специјална епизода исте серије, „Одвратна невеста”, која је емитована 1. јануара 2016, садржала је реконструкцију обрачуна између Шерлока и Моријартија смештену у викторијанско доба, како је приказано у књизи. Финале серије из 2017. названо је по овој причи, али нема много сличности са самом причом.
У финалу америчке медицинске драме Доктор Хаус из 2012. године – која је инспирисана причама о Шерлоку Холмсу – види се да др Грегори Хаус лажира сопствену смрт, у оди „Последњем проблему”.
Руска телевизијска серија Шерлок Холмс из 2013. адаптирала је „Последњи проблем” као „Холмсов последњи случај”.
Јапанска серија Госпођица Шерлок из 2018. лабаво прилагођава ову причу за финале серије „Док”. У овој верзији, чувена сцена на водопадима Рајхенбах замењена је аналогном сценом смештеним у измишљеној „Рајхенбах згради” у Токију.
Претпоследња епизода серије Елементарно, названа је „Водопади Рајхенбах” и представља Шерлоков трик да сруши моћног милијардера серијског убицу Одина Рајхенбаха.

### Радио
Приповетка је лабаво адаптирана за више епизода америчке радио-серије Авантуре Шерлока Холмса са Ричардом Гордоном у улози Шерлока Холмса и Лијем Ловелом као др Вотсоном, укључујући епизоде под називом „Убиство у воштаним фабрикама” (март 1932), „Авантура пиковог аса” (мај 1932), и „Убиство преко пуномоћника” (јануар 1933).
Причу је касније за радио адаптирао Џон Кир Крос; емитована је на BBC Light програму у децембру 1954. и глумили су Џон Гилгуд као Холмс и Ралф Ричардсон као др Вотсон, са Орсоном Велсом као професором Моријартијем. Продукција је такође емитована на радију NBC 17. априла 1955. године.
Феликс Фелтон је адаптирао причу као радио-адаптацију која је емитована на станици BBC Home Service у марту 1955. као део радио-серије из 1952–1969. у којој су глумили Карлтон Хобс као Холмс и Норман Шели као Вотсон, са Ралфом Труманом као Моријартијем. Још једна драматизација приче коју је адаптирао Фелтон емитована је на истој станици у новембру 1957. године, са Хобсом и Шелијем у главним улогама, док је Фелтон играо Моријартија. Хобс и Шели су такође глумили Холмса и Вотсона у адаптацији приче BBC Light програма из 1967. коју је адаптирао Мајкл Хардвик.
„Последњи проблем” је драматизован за BBC Radio 4 током 1992. године од стране Берта Кулса као део радио-серије из 1989–1998. у којој су глумили Клајв Мерисон као Холмс и Мајкл Вилијамс као Вотсон. Поред њих су се појавили Мајкл Пенингтон као професор Моријарти, Фредерик Тревс као пуковник Моран, Шон Арнолд као инспектор Патерсон, Теренс Едмонд као Стајлер, Ричард Пирс као Џенкинсон и Норман Џонс као сер Џорџ.
Епизода Класичних авантура Шерлока Холмса, серије у америчкој радио-емисији Imagination Theatre, комбиновала је „Последњи проблем” са догађајима из „Празне куће”. Епизода под називом „Повратак Шерлока Холмса” емитована је 2009. године, а глумили су Џон Патрик Лоури као Холмс и Лоренс Алберт као Вотсон.

### Остали медији
Представа Шерлок Холмс Вилијама Гилета из 1899. заснована је на неколико прича, међу којима је и „Последњи проблем”. Филмови објављени 1916. (са Гилетом као Холмсом) и 1922. (са Џоном Беримором), оба под називом Шерлок Холмс, засновани су на представи, као и радио-адаптација серије The Mercury Theatre on the Air из 1938. под називом Бесмртни Шерлок Холмс, са Орсоном Велсом у главној улози, иако ни у једној од ових верзија Холмс не умире (и у две филмске верзије се жени).
Године 1975. DC Comics је објавио стрип Шерлок Холмс #1, који је адаптирао и „Последњи проблем” и „Празну кућу”. Било је предвиђено да то буде серија стрипова, али будућа издања су отказана због слабе продаје.
Серија стрипова из 1999. године, Лига изузетних џентлмена, Први том, Алана Мура и Кевина О'Нила, укратко адаптира „Последњи проблем” у 5. броју и приказује Холмса како тријумфује над Моријартијем и пење се на литицу, иако Моријарти такође преживљава. Филмска адаптација референцира ове догађаје, али их не приказује; новелизација готово дословно преписује догађај из графичког романа.
Део јапанске манга серије Моријарти патриота, у којој се млади Моријарти појављује као криминални консултант, назван је по јапанском преводу наслова ове приче. Две последње епизоде, „Последњи проблем чин 1&2”, садрже сцену у којој су Шерлок и Вилијам (Моријарти) пали са Тауер Бриџа у реку Темзу, иако је откривено да су и Шерлок и Вилијам живи и да су у Швајцарској.